# Рухиярв
Ру́хиярв (Рухья; устар. Руие; эст. Ruhijärv, Ruhja järv) — озеро в южной части Эстонии, располагается поблизости от латвийско-эстонской границы, на территории деревней Лилли и Эрикюла волости Мульги в уезде Вильяндимаа. Относится к бассейну Салацы. Исток Руи.
Рухиярв представляет собой проточное озеро продолговатой формы, вытянутое в субмеридиональном направлении на 2,63 км при ширине 0,54 км. Находится на высоте 79 м над уровнем моря, в южной части возвышенности Сакала. Площадь озера составляет 84,5 га (по другим данным — 87,5 га или 0,996 км²). Наибольшая глубина — 6,8 м, средняя — 2,9 м. Протяжённость береговой линии — 6,577 км. Есть один остров, площадью 0,1 га. На севере впадает ручей Ведяме, с юго-востока — ручей Лилли. Площадь водосборного бассейна озера равняется 56,6 км². С юго-западной стороны из Рухиярва вытекает Руя, впадающая в озеро Буртниекс.